# عادت‌های قدیمی سخت از سر می‌افتند
«عادت‌های قدیمی سخت از سر می‌افتند» (به انگلیسی: Old Habits Die Hard) تک‌آهنگی از هنرمند اهل بریتانیا میک جگر است که در سال ۲۰۰۴ میلادی منتشر شد.